# Sipohin
Sipohin är en ort i Burkina Faso.   Den ligger i regionen Boucle du Mouhoun, i den västra delen av landet, 200 km väster om huvudstaden Ouagadougou. Sipohin ligger 291 meter över havet och antalet invånare är 769.
Terrängen runt Sipohin är platt. Närmaste större samhälle är Kopoï, 16,4 km sydväst om Sipohin. 
Omgivningarna runt Sipohin är en mosaik av jordbruksmark och naturlig växtlighet. Runt Sipohin är det ganska glesbefolkat, med 50 invånare per kvadratkilometer.